# ذي مرين (صبر الموادم)

تعديل مصدري - تعديل

ذي مرين  هي إحدى قرى مديرية صبر الموادم بمحافظة تعز اليمنية، بلغ تعداد سكانها 659 نسمة حسب التعداد السكاني في اليمن في 2004.